# 安藤政輝
安藤 政輝（あんどう まさてる）は、日本の箏曲家。生田流。輝箏会・箏グループ輝(かがやき)主宰｡

## 人物・来歴
東京都立日比谷高等学校、慶應義塾大学文学部国文学専攻を経て、東京藝術大学大学院音楽研究科博士課程修了。学術博士（日本初の音楽の博士）。元東京藝術大学音楽学部邦楽科主任教授。
都立日比谷高等学校学校運営連絡協議会 協議委員、公益財団法人星陵会理事、公益財団法人野村学芸財団評議員、東京藝術大学同声会理事。
幼少期から宮城道雄に師事し、生田流の箏曲家として知られている。1972年以来、41回のリサイタルを開催。そのうち、1990年からは宮城道雄の全作品連続演奏を開始、継続中。「宮城道雄作品演奏の第一人者」とされる。